# Huiloteapan
Huiloteapan är en ort i Mexiko, tillhörande kommunen Huixquilucan i delstaten Mexiko. Huiloteapan ligger i den centrala delen av landet och tillhör Mexico Citys storstadsområde. Orten hade 925 invånare vid folkmätningen 2010.